# Polenta di castagne
Polenta di castagne è un libro di Iva Zanicchi pubblicato nel 2001

## Trama
Nel 1963 Iva Zanicchi prende un aereo diretto a New York per una serie di concerti, allora ripensa al passato della sua famiglia.
Un passato di povertà e di sacrifici ma affrontato con grande vitalità.
Alla mente di Iva affiorano allora ricordi, luoghi e personaggi come nonno Antonio, bisnonna Desolina e molti altri ancora.

## Edizioni
- Iva Zanicchi, Polenta di castagne, collana Oscar bestseller, Arnoldo Mondadori Editore, 2002,  p. 238, ISBN 88-04-50120-0.